# Waldemar Koch (Politiker)

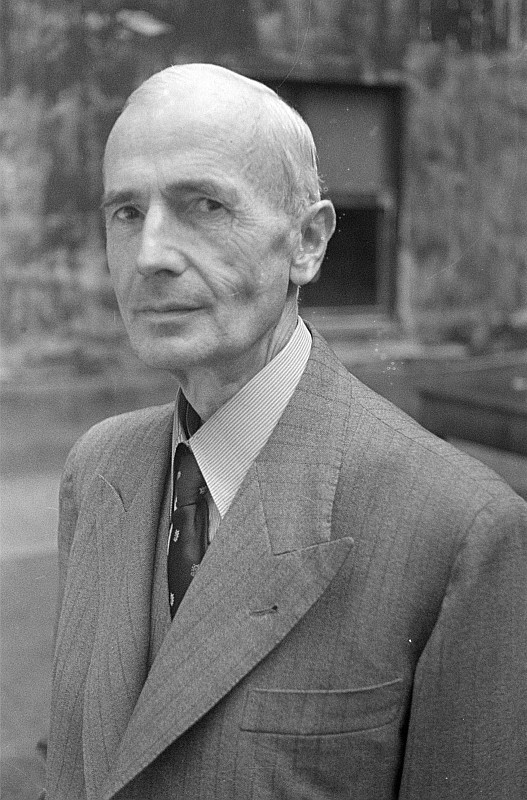
Waldemar Koch (1945)

Waldemar Koch (* 25. September 1880 in Harzburg; † 15. Mai 1963 in Berlin) war ein deutscher Wirtschaftsingenieur, Hochschullehrer und liberaler Politiker (DDP, LDP, FDP).

## Leben
Der Sohn eines Schiffbauingenieurs absolvierte nach Erlangung der Primareife an einem Realgymnasium in Bremerhaven zwischen 1897 und 1900 ein Volontariat bei einer Schiffsbaugesellschaft. Nach seinem Militärdienst bei der Kaiserlichen Marine legte Koch 1903 das Abitur als Externer ab. Anschließend studierte er Industrielles Verwaltungswesen an der Technischen Hochschule Berlin und erlangte 1904 den Abschluss als Diplom-Ingenieur. Um 1905 wurde er Mitglied des Vereins Deutscher Ingenieure (VDI) und des Berliner Bezirksvereins des VDI. Von 1905 bis 1907 war Koch für die Allgemeine Elektricitäts-Gesellschaft (AEG) tätig und nahm parallel dazu ein Zweitstudium der Volkswirtschaftslehre, Philosophie und Geschichte an der Friedrich-Wilhelms-Universität zu Berlin auf, an dessen Ende er 1907 mit einer Arbeit zum Thema Die Konzentrationsbewegung in der deutschen Elektroindustrie zum Dr. phil. promoviert wurde. Im Anschluss an seine mehrjährigen Studienreisen nach China, Russland und den USA legte Koch eine zweite Dissertation unter dem Titel Die Industrialisierung Chinas vor, mit der er 1910 zusätzlich den Grad eines Dr.-Ing. erlangte.
Von 1910 bis 1914 arbeitete Koch als Direktor eines AEG-Betriebes in London. Während des Ersten Weltkrieges leistete er von 1914 bis 1915 Militärdienst. Danach war er bis 1918 Abteilungsleiter und dann Stellvertretender Direktor am Institut für Seeverkehr und Weltwirtschaft an der Universität Kiel. Im Jahre 1918 wurde Koch Mitglied der Deutschen Demokratischen Partei (DDP). In seiner Funktion als Vorsitzender des Bürgerausschusses von Groß-Berlin von 1918 bis 1919 unterstützte er das Freiwilligenregiment unter Oberst Wilhelm Reinhard bei der Niederschlagung des Spartakusaufstandes. In den Jahren 1919 bis 1930 arbeitete Koch in verschiedenen Industriebetrieben. 1930 habilitierte Koch sich für Betriebswirtschaftslehre an der Technischen Hochschule Berlin und arbeitete dann bis 1945 als freiberuflicher Wirtschaftsprüfer.
1934 vertrat Koch als Wirtschaftsprüfer die Interessen des jüdischen Großaktionärs der Engelhardt-Brauerei Ignatz Nacher gegen die arisierungswillige Dresdner Bank. Deswegen wurde er für drei Wochen in Schutzhaft genommen. Daraufhin entzog man ihm die Lehrbefugnis und entließ ihn nach § 6 Berufsbeamtengesetz als Privatdozent an der TH Berlin. Nachdem man ihm 1939 die Lehrbefugnis wieder erteilt hatte, nahm er 1942 und 1943 einen Lehrauftrag an der Universität Halle wahr.

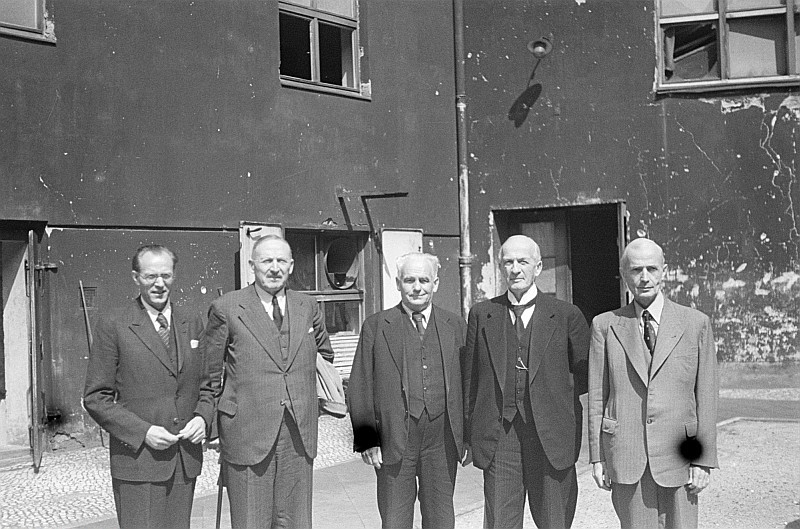
Gemeinsame Kundgebung des Antifaschistisch-demokratischen Blocks (August 1945), vor dem Berliner Rundfunkgebäude (v. l. n. r.): Otto Grotewohl (SPD), Andreas Hermes (CDU), Wilhelm Pieck (KPD), Arthur Werner (Oberbürgermeister) und Waldemar Koch (LDPD).

Im Juni 1945 war Koch Hauptinitiator der Gründung und ab Juli erster Vorsitzender der Liberal-Demokratischen Partei Deutschlands (LDP). Wegen innerparteilicher Streitereien insbesondere in der Frage der Bodenreform und auf Betreiben der Sowjetischen Militäradministration gab er schon im November 1945 den Vorsitz an Wilhelm Külz ab. 1948 wurde Koch aus der LDP ausgeschlossen, siedelte nach West-Berlin über und wurde Mitglied der Freien Demokratischen Partei (FDP). Von 1949 bis 1953 dozierte er als Professor für Betriebswirtschaftslehre an der TH Berlin. 1956 trat er aus der FDP aus.
Koch war Schwiegersohn des Juristen und liberalen Politikers Eugen Schiffer.

## Schriften (Auswahl)
- Die Konzentrationsbewegung in der deutschen Elektroindustrie. Diss. phil., Berlin 1907, OCLC 313148297.
- Die Industrialisierung Chinas. Springer, Berlin 1910, DNB 1050144082 (zugleich: Diss. Ing., Berlin 1910).
- Handelskrieg und Wirtschaftsexpansion. Überblick über die Maßnahmen und Bestrebungen des feindlichen Auslandes zur Bekämpfung des deutschen Handels und zur Förderung des eigenen Wirtschaftslebens. Fischer, Jena 1917, DNB 361079125.
- Das Abzahlungsgeschäft in Handel und Industrie und seine Finanzierung. Springer, Berlin 1931, DNB 574382933.
- Die Krise des Industriebetriebes. Junker & Dünnhaupt, Berlin 1933, DNB 574382941.
- Zwecksparen und Zwecksparunternehmen. Entwicklung und Stand des Zwecksparwesens. Heymann, Berlin 1935, DNB 57438295X.
- Grundlagen und Technik des Vertriebes. 2 Bände. Finanz-Verlag, Berlin 1950.

Band 1: Organisation des Vertriebes. DNB 452483611.
Band 2: Marktforschung. DNB 452483638.
- Die Entwicklung der deutschen Teilzahlungswirtschaft seit 1945 und ihre Problematik. Duncker & Humblot, Berlin 1956, DNB 452483581.
- Hochschulprobleme (Betriebswirtschaftslehre). Duncker & Humblot, Berlin 1956, DNB 452483662.
- Der Beruf des Wirtschaftsprüfers. Duncker & Humblot, Berlin 1957, DNB 452483573.
- Aus den Lebenserinnerungen eines Wirtschaftsingenieurs. Westdeutscher Verlag, Köln 1962, DNB 452483670.